# Петко, Игорь Валентинович
Игорь Валентинович Петко (15 апреля 1936, Кривой Рог, Днепропетровская область — 10 октября 2019, Киев) — советский и украинский учёный, специалист в области оборудования бытового обслуживания, доктор технических наук (1992), профессор (1993), создатель украинской научной школы по гидрорезанию материалов. Отличник образования Украины.

## Биография
Родился 15 апреля 1936 года в городе Кривой Рог Днепропетровской области.
Учился в Криворожском горнорудном техникуме. В 1958 году окончил Киевский политехнический институт.
Совместно с Пискорским Г. А. участвовал в создании различных кафедр профиля оборудования лёгкой промышленности и бытового обслуживания Киевского технологического института лёгкой промышленности, с которым и связал всю научную и преподавательскую карьеру. Профессор кафедры электромеханических систем Киевского национального университета технологий и дизайна.
Умер 10 октября 2019 года в Киеве.

## Научная деятельность
Занимался вопросами общего и отраслевого машиностроения. Им опубликовано 280 научных трудов, 5 учебных пособий, 2 учебника, 7 монографий, свыше 22 авторских свидетельств и патентов на изобретение. Им подготовлено 9 кандидатов технических наук, выступал научным консультантом по докторской диссертации одного человека. 
Является создателем двух научных школ: гидро- и гидроабразивного резания; электробытовой техники.

### Научные труды

#### Справочники
- Зенкин А. С. Справочное пособие слесаря-сборщика / А. С. Зенкин, И. В. Петко. — Киев: Техніка, 1986. — 159 с.
- Лир Э. В. Электробытовые машины и приборы: справочник / Э. В. Лир, И. В. Петко. — Киев: Техніка, 1990. — 269 с.
- Зенкин А. С. Допуски и посадки в машиностроении: справочник / А. С. Зенкин, И. В. Петко. — Киев: Техніка, 1990. — 317 с.

#### Учебники
- Саленко О. Ф. Гідро- та гідроабразивна обробка: теорія, технологія та обладнання: Навч. посібник / О. Ф. Саленко, І. В. Петко, О. В. Третьяков. — Киев: Ін-т змісту і методів навчання, 1999. — 484 с.
- Петко І. В. Основи електропобутової техніки: навчальний посібник / І. В. Петко, О. П. Бурмістенков, Т. Я. Біла. — Киев: КНУТД, 2013. — 239 с.
- Петко І. В. Розрахунок та конструювання електромеханічних пристроїв: навчальний посібник / І. В. Петко, М. Й. Бондаренко, В. В. Кострицький. — Киев: КНУТД, 2016. — 328 с.
- Петко І. В. Електропобутова техніка: Підручник для студентів вищих навчальних закладів / І. В. Петко, О. П. Бурмістенков, Т. Я. Біла, М. Є. Скиба. — Киев: 2012. — 255 с. — Хмельницький: ХНУ, 2017. — 213 с.
- Електромеханічні пристрої (Теорія і практика): навчальний посібник / О. П. Бурмістенков, І. В. Петко, М. Й. Бондаренко, Б. М. Злотенко. — Киев: КНУТД, 2017. — 275 с.
- Теорія електропривода. Курсове проектування: навч. посібник / О. П. Бурмістенков, І. В. Петко, М. Й. Бондаренко, Б. М. Злотенко. — Киев: КНУТД, 2018 р. — 212 с.

## Награды
- Отличник образования Украины;
- Государственная стипендия выдающимся деятелям науки (3 марта 2011)[2].